# Antho planoramosa
Antho planoramosa är en svampdjursart som först beskrevs av Koltun 1962.  Antho planoramosa ingår i släktet Antho och familjen Microcionidae. Inga underarter finns listade i Catalogue of Life.